# Theodoros Studijský
Theodoros Studites (759 – 11. listopadu 826) byl byzantský mnich a opat Studijského kláštera v Konstantinopoli. Byl také uznávaným asketou, teologem a hymnografem.

## Život
Theodoros (neboli Theodor) se narodil v Konstantinopoli bohatým křesťanským rodičům, kteří mu poskytli patřičné vzdělání.
Ve dvaceti letech vstoupil Theodoros do kláštera Sakkudion na svahu hory Olymp, kde zastával od roku 794 pozici igumena neboli představeného. Theodor byl neochvějným zastáncem víry a tak se dostal do rozporu s císařem Konstantinem VI., který zapudil svou manželku Marii z Amnie, aby se oženil se svou milenkou Theodóté. Nový císařův sňatek však uznal pod nátlakem patriarcha Josef a Theodor byl roku 797 poprvé poslán do vyhnanství.
Po svém návratu za vlády císařovny Ireny začal Theodor působit v klášteře Studios, který se svým strýcem Platonem obnovil a reorganizoval s cílem zavést přísnější vnitřní řád. Dle Theodorových názorů měly být kláštery nezávislé na sekulární moci, v byzantském prostředí tedy měly udržovat svou nezávislou autoritu i ve vztahu k samotnému byzantskému císaři. 
V roce 802 Nikeforos svrhl Irenu a Theodor byl znovu poslán do vyhnanství, neboť Nikeforos a kněz Josef znovu uznali druhý sňatek Konstantina VI. Theodor se mohl vrátit z vyhnanství až v roce 811 poté, co císař Nikeforos zahynul na válečné výpravě. V roce 813 za Lva Arménského znovu rozhořely ikonoklastické spory a Theodor byl jako ikonodul potřetí poslán do vyhnanství. Až za císaře Michaela II. se mohl Theodor roku 820 vrátit do Konstantinopole a roku 826 zemřel. V roce 844 byly jeho ostatky převzeny do Konstantinopole a začal být uctíván jako svatý.

## Hymnograf a tvůrce kánonů
Dochovalo se velké množství Theodorových děl, především korespondence, oslavné řeči, homilie, hymny a epigramy. Světec napsal Kánon o posledním soudu, kam do poslední (osmé) strofy zařadil překlad Ondřeje Krétského na biblické verše Mojžíšova chvalozpěvu (Ex 15, 1-19 (Kral, ČEP) za záchranu Izraelitů prchajících mořem před faraónovým vojskem, neboť jejich záchrana na mořském břehu je obrazem záchrany duše na Posledním soudu. Theodor napsal také chvalozpěv na Vzácný a Životodárný Kristův kříž (lat.Oratio in adorationem crucis).
Theodoros sehrál také významnou roli v obrození byzantského monasticismu a byl znám jako horlivý oponent ikonoklasmu.

## Galerie

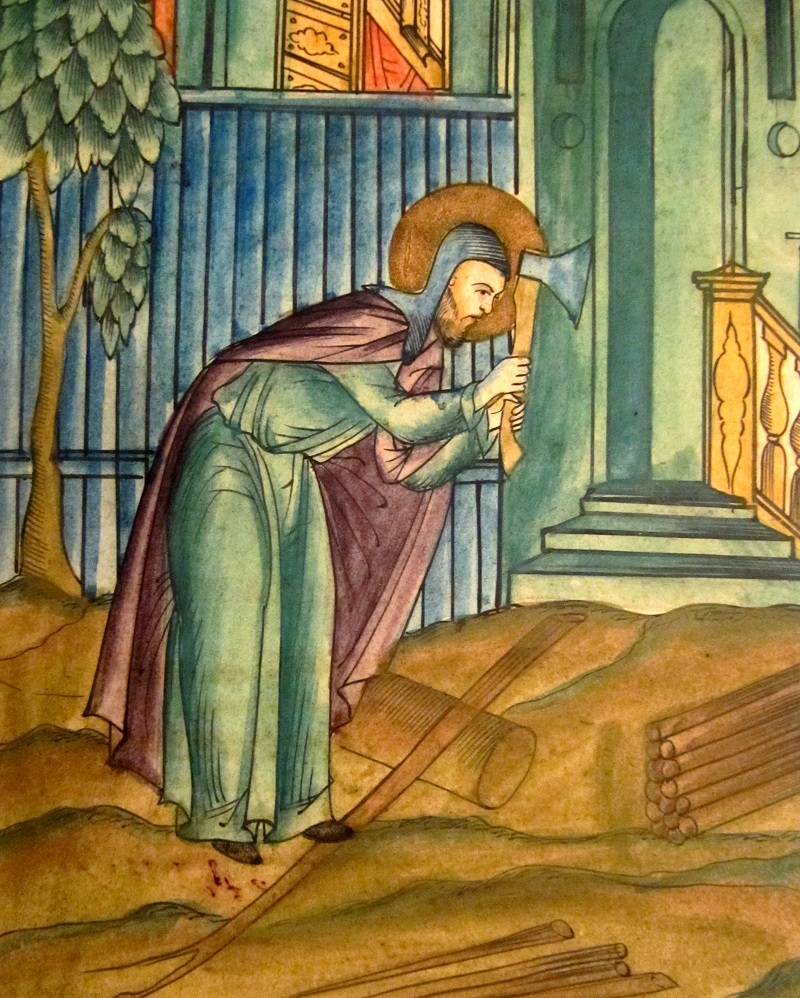
Ilustrace ze života mnicha Theodora Studity
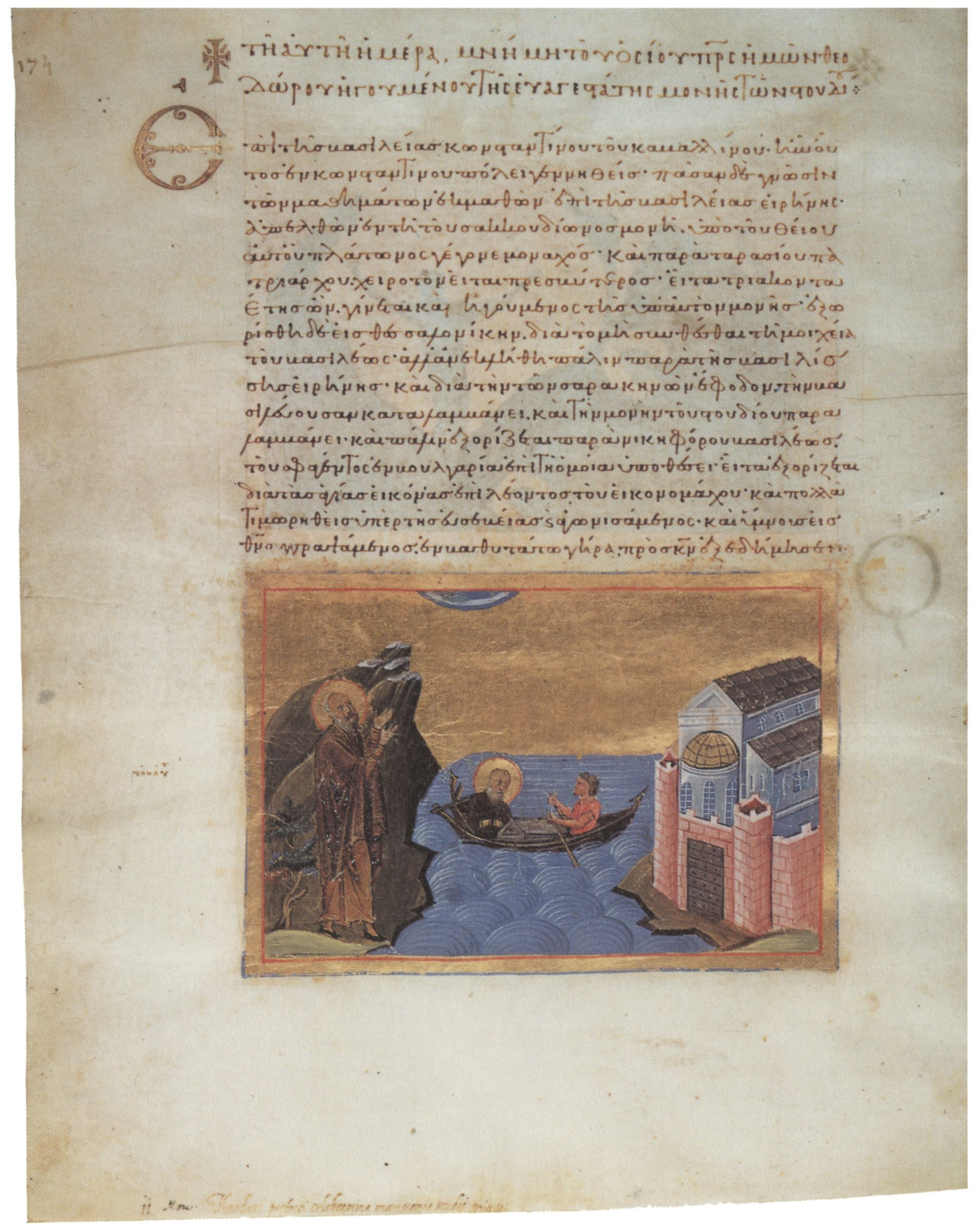
Theodor Studijský – Menologium císaře Basileia II.
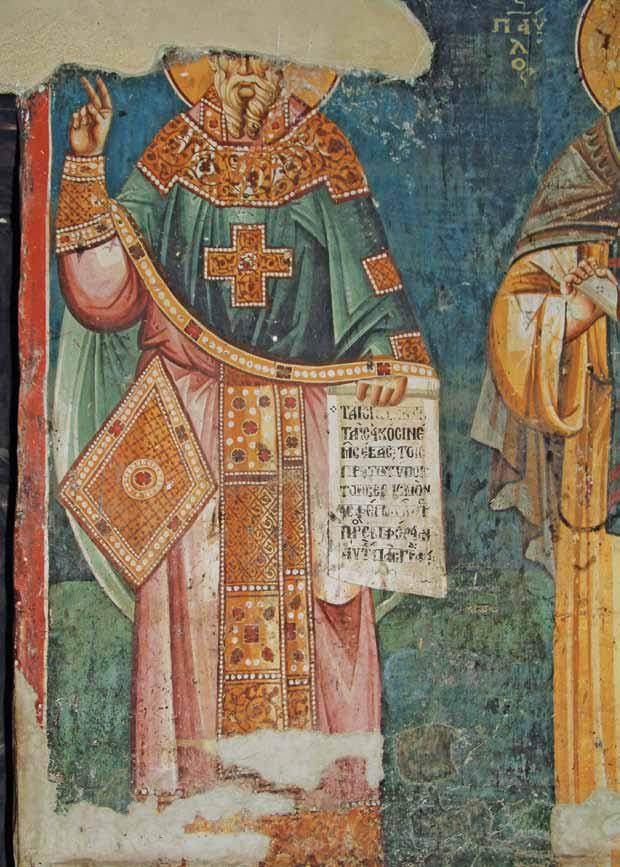
Freska svatého Theodora Studity, západní stěna naosu v kostele Theotokos Peribleptos v Ochridu, Makedonie
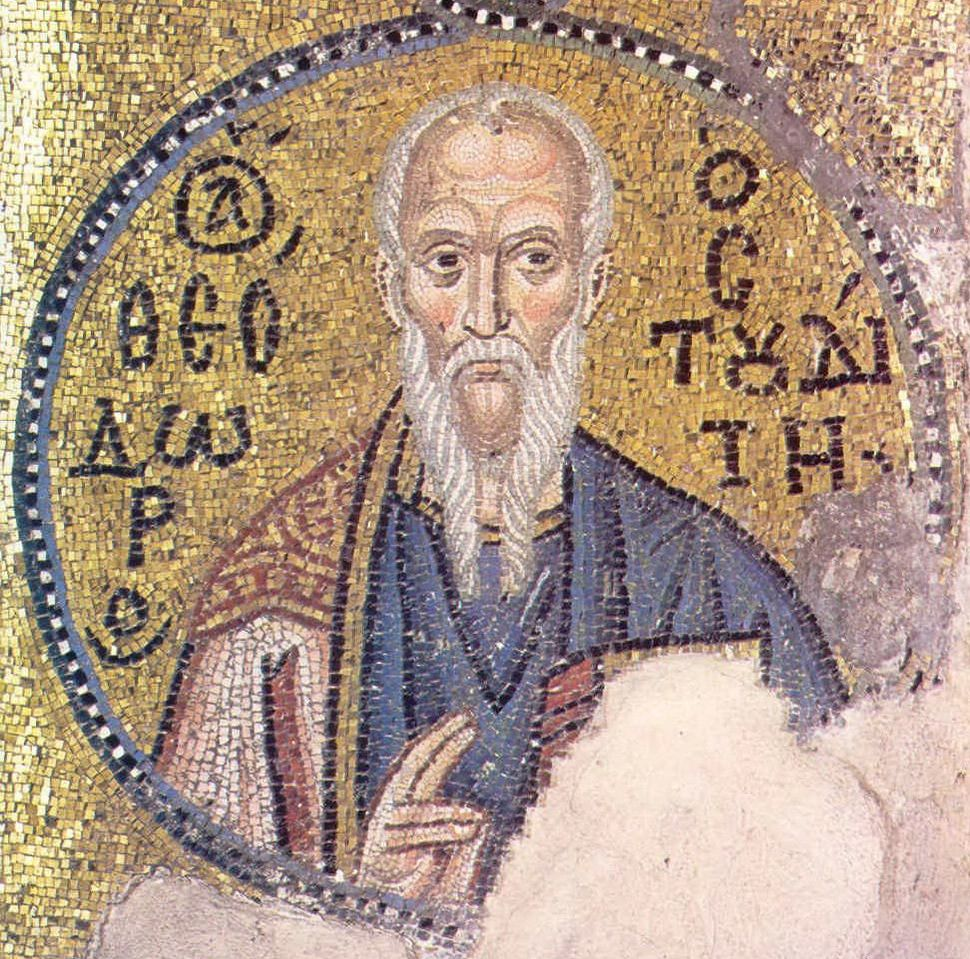
Svatý Teodor Studijský – mozaika z 11. století z monastýru Nea Moni na ostrově Chios, Řecko